# Werner Stangl
Werner Stangl (* 17. November 1947 in Wien) ist ein österreichischer Psychologe und Schriftsteller.

## Werdegang
Er studierte von 1967 bis 1970 Germanistik und Anglistik an der Universität Wien. Parallel dazu absolvierte er von 1969 bis 1974 ein Studium der Psychologie, Pädagogik, Philosophie und Anthropologie an derselben Universität. 1975 promovierte er in Wien. Im selben Jahr begann er seine Tätigkeit als wissenschaftlicher Mitarbeiter an der Sozial- und Wirtschaftswissenschaftlichen Fakultät der Johannes-Kepler-Universität Linz, wo er später als Assistenzprofessor und nach seiner Emeritierung als Gastdozent am Institut für Psychologie und Pädagogik tätig war.

## Schriften
- mit Karl Heinz Seifert: Einstellungen zu Körperbehinderten und ihrer beruflich-sozialen Integration. Huber, Bern 1981.
- Das neue Paradigma der Psychologie – die Psychologie im Diskurs des radikalen Konstruktivismus. Vieweg, Braunschweig 1989. Online im Internet: http://www.stangl-taller.at/PSYCHOLOGIE/PARADIGMA/
- Internet @ Schule – Insiderwissen für LehrerInnen. Studienverlag, Innsbruck 2000.

## Literarisches Schaffen
- Seit 1996 Herausgabe des ezines SIEB.10 @ 4711
- 1980 Aufführung des Dramas "Die Vorladung" am Landestheater Linz (Premiere am 23. 11.)
- Autor von Lyrik und Prosa, erschienen in Neue Wege, erostepost, Sterz, Facetten, Landstrich, Die Rampe, DUM